# Vila Gaje Bulata
Vila Gaje Bulata je vila u Splitu, Hrvatska, na adresi Bihaćka 4 i 8.

## Opis
Građena je od 1880. do 1886. godine za Gaju Bulata, prvog narodnjačkog gradonačelnika Splita i istaknutog preporoditelja Hrvata u Dalmaciji. Arhitekt je Juraj Botić. Percipiralo se i da je djelo Augusta Thare.:36., 42.-43. Splitski graditelj Ante Bezić projektant je rekonstrukcije i adaptacije vile te uređenja vrta 1886. godine.
Ladanjska vila s tornjem, bez istaknutih ukrasa na pročelju, odaje neostilske sjevernjačke utjecaje. Prostrani vrt bio je oblikovan dijelom po uzoru na talijanske, a dijelom na engleske vrtove, ali je danas znatno smanjen novogradnjom na istočnoj strani koja je potpuno zaklonila pogled na kuću. Stilski namještaj iz kuće u kojoj je Gajo Bulat živio do svoje smrti 1900.godine, čuva se u Muzeju grada Splita.

## Zaštita
Pod oznakom Z-5400 zavedena je kao nepokretno kulturno dobro - pojedinačno, pravna statusa zaštićena kulturnog dobra, klasificiranog kao profana graditeljska baština.